# Joseph Gurney Cannon

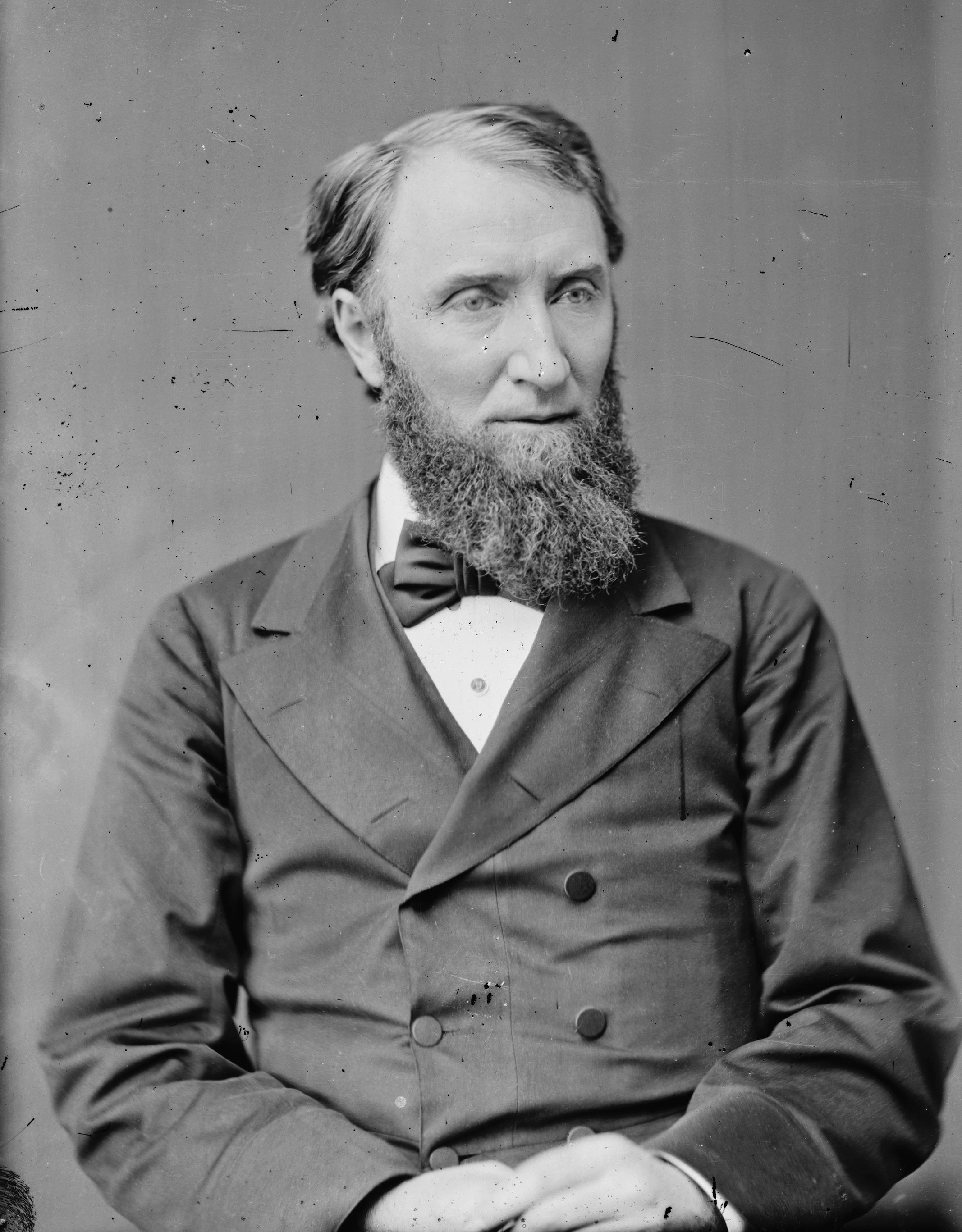
Joseph Gurney Cannon.

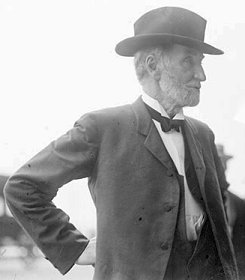
Joseph Gurney Cannon.

Joseph Gurney Cannon (7 de mayo de 1836 - 12 de noviembre de 1926) fue un político de Estados Unidos nativo de Illinois y líder del Partido Republicano. Cannon fue Presidente de la Cámara de Representantes de ese país desde 1903 hasta 1911, y los historiadores en general lo consideran el presidente de la Cámara de más carácter en la historia de Estados Unidos, junto al histórico Henry Clay, y capaz de ejercer tal control de la Cámara de Representantes como para poder controlar el debate. Por su permanencia en el cargo Cannon es el segundo Presidente de la Cámara republicano con mayor permanencia en la historia, su récord fue quebrado por Dennis Hastert, también de Illinois, el 1 de junio, del 2006.